# Olavi Mannonen
Olavi Aleksanteri Mannonen (7. března 1930 Vyborg – 17. března 2019 Helsinky) byl finský moderní pětibojař. 
Za zimní války uprchla jeho rodina z území obsazeného Sovětským svazem a usadila se v Helsinkách, kde se Olavi vyučil elektrikářem. Věnoval se závodně plavání a šermu, na moderní pětiboj se specializoval od roku 1950. Na domácích olympijských hrách 1952 v Helsinkách obsadil páté místo v soutěži jednotlivců a třetí místo v soutěži družstev. Na mistrovství světa v moderním pětiboji konaném v roce 1955 ve Švýcarsku vybojoval stříbrnou medaili. V letech 1953 a 1956 se stal pětibojařským mistrem Finska. Nejúspěšnější byl na LOH v Melbourne 1956, kde obsadil v individuálním závodě druhé místo za obhájcem titulu Larsem Hallem a také získal bronz s finským družstvem. Před římskou olympiádou v roce 1960 se zranil a ukončil kariéru.
Po odchodu z vrcholového sportu pracoval u jízdní policie v Helsinkách a v letech 1971 až 1990 byl jejím vrchním inspektorem. Stal se také sportovním funkcionářem, předsedal finskému šermířskému svazu a působil ve vedení Evropské asociace policejního sportu. V roce 2003 mu bylo uděleno ocenění Pro Urheilu. Zemřel ve věku 89 let jako poslední finský medailista z helsinské olympiády.